# Deoleo
deoleo ist ein international agierender Hersteller, Abfüller und Vermarkter von Olivenöl mit Hauptsitz in Rivas-Vaciamadrid (bei Madrid) in Spanien. Bei seinem Hauptprodukt ist das Unternehmen mit rund 10 % Anteil am Weltmarkt (2017) führend. Es verfügt über vier Produktionsstätten in Spanien und Italien und erzielte 2015 mit 735 Mitarbeitern einen Jahresumsatz von 817 Millionen Euro. Der Anteil von Olivenöl daran liegt bei etwa 85 %, der Rest entfällt auf Ölsaaten und andere Produkte.
Das Unternehmen ist an der Madrider Börse notiert. Mehrheitseigner von deoleo ist mit 50,1 % der Stimmrechte das Private-Equity-Unternehmen CVC Capital Partners. CEO ist Pierluigi Tosato, Präsidentin ist Rosalía Portela. 
Zu den Marken gehören Bertolli, Carbonell, Hojiblanca, Koipe, Koipesol, Carapelli, Sasso, Maya, Louit, Friol und Figaro. Die spanische Marke Carbonell und die italienischen Marken Bertolli und Carapelli gehören hierbei zu den führenden Marken-Olivenölen der Welt.

## Geschichte
1955 wurde in Bilbao die Arana Maderas, S.A gegründet, aus der 1990 die Grupo Industrial Arana, S.A. entstand, der eigentliche Kern des heutigen Unternehmens. 1992 übernahm diese den Hersteller der meistverkauften Reismarke Spaniens, Hijos de J. Sos Borrás, S.A. Das Gesamtunternehmen wurde umbenannt in Sos Arana Alimentación, S.A. Die Gruppe entwickelte sich durch Übernahme weiterer Firmen wie der portugiesischen Saludaes zu einem der führenden Reiskonzerne auf der iberischen Halbinsel. Zur Jahrtausendwende übernahm man die Cuétara, S.A, den größten Bisquithersteller Spaniens und Portugals, wodurch sich der Gruppenumsatz verdoppelte. 2001 fusionierten die Grupo Sos und Cuétara zu Sos Cuétara, S.A. 
Noch im selben Jahr folgte durch Übernahme der Koipe, S.A. (Marken  Carbonell und Koipesol) der Einstieg in den Olivenölmarkt. 2003 fusionierten Sos Cuétara und Koipe, was den Gruppenumsatz verdreifachte. Ebenfalls 2003 übernahm man American Rice, eine der größten Reismarken der USA. Bis 2008 wurden mehrere italienische Olivenöl-Hersteller übernommen, darunter Sasso, Carapelli, Friol und Bertolli (von Unilever) was die Gruppe zum Olivenöl-Weltmarktführer machte.
Durch die Übernahme von Bertolli stieg allerdings die Verschuldung stark und die Gruppe geriet in eine Krise, sodass 2008 die Gebäcksparte Cuétara abgestoßen werden musste, 2009 eine Kapitalerhöhung vorgenommen sowie das gesamte Management ausgetauscht wurde, Ende 2010 weitere Kapitalerhöhungen folgten und die Reissparte verkauft wurde, um das Unternehmen zu retten. Am 15. Juli 2011 wurde die Umbenennung des Unternehmens in deoleo verkündet. Die Restrukturierung und Konzentration auf das Ölgeschäft führten zu einer Erholung, sodass 2013 die Marke Hojiblanca übernommen wurde.
2014 erwarb der Finanzinvestor CVC Capital Partners 30 % der Kapitalanteile, wurde dadurch Hauptaktionär und stockte das Aktienpaket später weiter auf.

## Belege
1. ↑  Archivierte Kopie (Memento des Originals vom 15. November 2017 im Internet Archive)  Info: Der Archivlink wurde automatisch eingesetzt und noch nicht geprüft. Bitte prüfe Original- und Archivlink gemäß Anleitung und entferne dann diesen Hinweis.
2. ↑  Archivierte Kopie (Memento des Originals vom 15. November 2017 im Internet Archive)  Info: Der Archivlink wurde automatisch eingesetzt und noch nicht geprüft. Bitte prüfe Original- und Archivlink gemäß Anleitung und entferne dann diesen Hinweis.
3. ↑  Archivierte Kopie (Memento des Originals vom 15. November 2017 im Internet Archive)  Info: Der Archivlink wurde automatisch eingesetzt und noch nicht geprüft. Bitte prüfe Original- und Archivlink gemäß Anleitung und entferne dann diesen Hinweis.
4. ↑  Archivierte Kopie (Memento des Originals vom 15. November 2017 im Internet Archive)  Info: Der Archivlink wurde automatisch eingesetzt und noch nicht geprüft. Bitte prüfe Original- und Archivlink gemäß Anleitung und entferne dann diesen Hinweis.